# Westland, Michigan
Westland, Michigan là một thành phố thuộc quận Wayne trong tiểu bang Michigan, Hoa Kỳ. Thành phố có tổng diện tích 53  km², toàn bộ là diện tích đất là  km². Theo điều tra dân số Hoa Kỳ năm 2010, thành phố có dân số 84.094 người.
Westland có cự ly khoảng 16 dặm (26 km) về phía tây của trung tâm thành phố Detroit. 
Các cơ quan lập pháp của Westland là Hội đồng Thành phố, trong đó có bảy thành viên. Chủ tịch hiện tại của Hội đồng Thành phố là James Godbout.